# Кулінський Ісай Федорович
Ісай Федорович Кулінський (при народженні — Куліненко), (1745 — ?) — яготинський сотенний отаман, сотенний писар (1768).

## Життєпис
Народився близько 1744 року у селі Капустинці Яготинської сотні в родині місцевого козака Федора Михайловича Куліненка.
Обіймаючи посаду сотенного писаря, брав участь в проведенні Рум'янцевського опису.
Перший Куліненко у Капустинцях, що змінив своє прізвище на Кулінський. У метричній книзі за 1787 рік записано, що 14 березня помер син у «сотенного писаря Ісая Кулінського». У сповідних розписах за наступний 1788 рік половина прихожан цього роду записані як Кулінські, а половина (в тому числі і той же Ісай Федорович – як Куліненки). Вочевидь, зміна прізвища була пов’язана з так званими «пошуками дворянства».